# Wonogiri (Kajoran)
Wonogiri is een bestuurslaag in het regentschap Magelang van de provincie Midden-Java, Indonesië. Wonogiri telt 2040 inwoners (volkstelling 2010).